# Sun Microsystems
Sun Microsystems (dal 2010 Oracle America, Inc.) è stata un'azienda statunitense, con sede nella Silicon Valley, produttrice di software e semiconduttori nota, tra le altre cose, per avere prodotto il linguaggio di programmazione Java. Il 27 gennaio 2010 è stata acquistata dalla Oracle Corporation per 7,4 miliardi di dollari.
I prodotti Sun includevano server e workstation basati sulle CPU SPARC, i sistemi operativi SunOS e Solaris, il file system di rete NFS, il linguaggio di programmazione Java, la suite OpenOffice.org ed insieme ad AT&T, Sun partecipò alla standardizzazione di Unix System V Release 4. Prodotti di minor successo possono essere considerati il gestore di finestre NeWS, la GUI OpenLook e le prime versioni di Unix thin client senza disco.

## Storia

Console di una workstation Sun che esegue l'X Window System

Il design iniziale del workstation UNIX di SUN fu concepito dai fondatori quando erano ancora studenti alla Stanford University di Palo Alto California. Il nome della compagnia SUN originariamente significava Stanford University Network (difatti il nome simbolico nella borsa americana è SUNW). La ditta divenne una incorporate nel 1982 e una public company nel 1986. I fondatori erano Vinod Khosla, Scott McNealy, Bill Joy e Andy Bechtolsheim. Solo McNealy e Bechtolsheim sono rimasti in Sun.
Tra i "luminari" della Sun vanno inclusi gli impiegati "veterani" John Gilmore e James Gosling. Bill Joy fu invitato ad unirsi quando stava sviluppando BSD alla UC Berkeley sotto l'egida di Ken Thompson. Sun ha difeso da sempre la visione Unix delle reti informatiche, promuovendo TCP/IP e specialmente NFS, come si ricava dal motto aziendale "The Network Is The Computer" (La Rete è il Computer). James Gosling e i suoi colleghi svilupparono il linguaggio Java. In tempi più recenti Jon Bosak ha guidato la creazione di XML al W3C.
Il logo Sun, caratterizzato da quattro parole sun sovrapposte, fu disegnato dal professore Vaughan Pratt, sempre della Stanford University. La versione iniziale era visibile con i lati del logo orientati in senso verticale e orizzontale, ma venne poi modificato, privilegiando la posizione obliqua.

### Anni 2000
In base alle linee guida imposte dalla direzione di Sun, gli obiettivi aziendali sembrano focalizzarsi al momento sull'Utility computing, un sistema in cui il mercato può acquistare il tempo macchina sui computer Sun per un dollaro per cpu usata all'ora, e un dollaro per gigabyte di spazio hard-disk usato al mese. Si stanno convincendo gli application service provider a riscrivere le applicazioni al fine di utilizzare i servizi Sun piuttosto che tenerli su propri server. Tale modello è stato disegnato al fine di risparmiare sui costi.
Per aumentare l'utilizzo di sistemi operativi open source come Linux, Sun ha in programma di sollevare i propri utenti dalle dispute sulla proprietà intellettuale collegate al suo sistema operativo.
Nel 2004 Sun ha annunciato di aver cancellato i due maggiori progetti di processori che dovevano aumentare il parallelismo dell'Instruction level e la frequenza operativa. Invece l'azienda è andata a concentrarsi sui progetti di processori che migliorano il Multithreading e nei sistemi multiprocessore. La stessa compagnia ha annunciato di collaborare con Fujitsu per usare il chip dei processori della compagnia giapponese sui futuri computer Sun.
Nel gennaio 2005 Sun ha realizzato un utile (19 milioni di dollari per l'ultimo quadrimestre), per la prima volta in tre anni. Le azioni di Sun sono considerate junk (spazzatura) e, per scelta, la Sun non è assicurata in alcuni settori (per esempio contro i terremoti), perché troppo costoso. Al termine del 2005 è stato formalizzato un accordo tra Sun e Google che riguarda in modo molto vago lo sviluppo di futuri progetti comuni. La notizia è stata interpretata dai giornalisti del settore, in modo del tutto infondato, come un interesse di Google verso il sistema OpenOffice.org.
Sempre al termine dell'anno Sun ha rilasciato il nuovo processore UltraSPARC T1 confermando l'interesse dell'azienda per il mercato server ad alto parallelismo (smentendo le voci girate nel 2004) oltre che per il mercato del calcolo matematico.
Nel novembre 2007 ha immesso sul mercato il processore UltraSPARC T2 evoluzione del precedente T1.
Il 12 febbraio 2008 ha acquistato Innotek GmbH, l'azienda sviluppatrice di VirtualBox, una macchina virtuale per personal computer.
Il 27 febbraio ha acquisito la MySQL AB per un miliardo di dollari. Ottocento milioni di dollari in contanti e duecento milioni di dollari in azioni.
Il 29 aprile la società ha reso noto di aver acquisito la Montalvo Systems, una società specializzata nello sviluppo di microprocessori multicore a basso consumo compatibili con il codice X86.
Il 20 aprile 2009 Oracle Corporation ha annunciato l'intenzione di acquisire Sun Microsystems per 7,4 miliardi di dollari, per un controvalore al netto dell'indebitamento e delle riserve detenute da Sun di 5,6 miliardi di dollari, pagando 9,50 dollari per azione. Nell'agosto dello stesso anno il dipartimento di Giustizia statunitense ha fornito il suo beneplacito all'operazione.. L'acquisizione è stata completata il 27 gennaio 2010, dopo il via libera dell'Unione Europea.
La Oracle Corporation è una società specializzata da sempre nel campo dei DBMS, i cui software per la gestione di database hanno sempre trovato come piattaforma di utilizzo principale Solaris, il sistema operativo Unix della società acquisita.

## Hardware

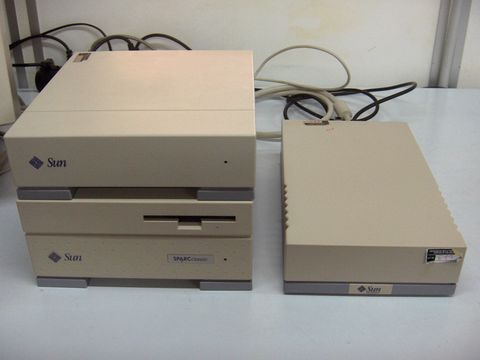
Sistema Sun Sparc Classic

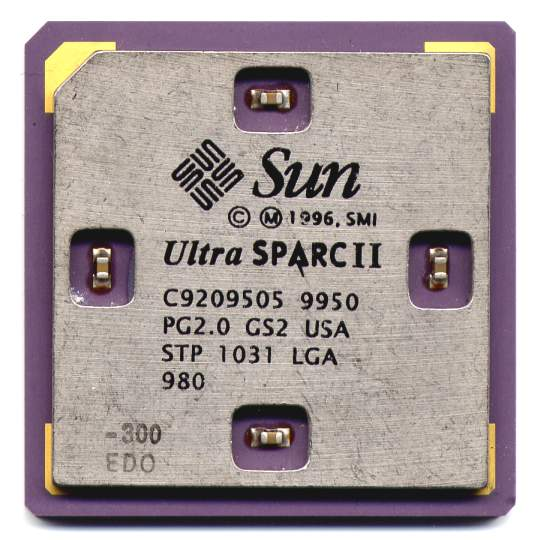
CPU UltraSparc II

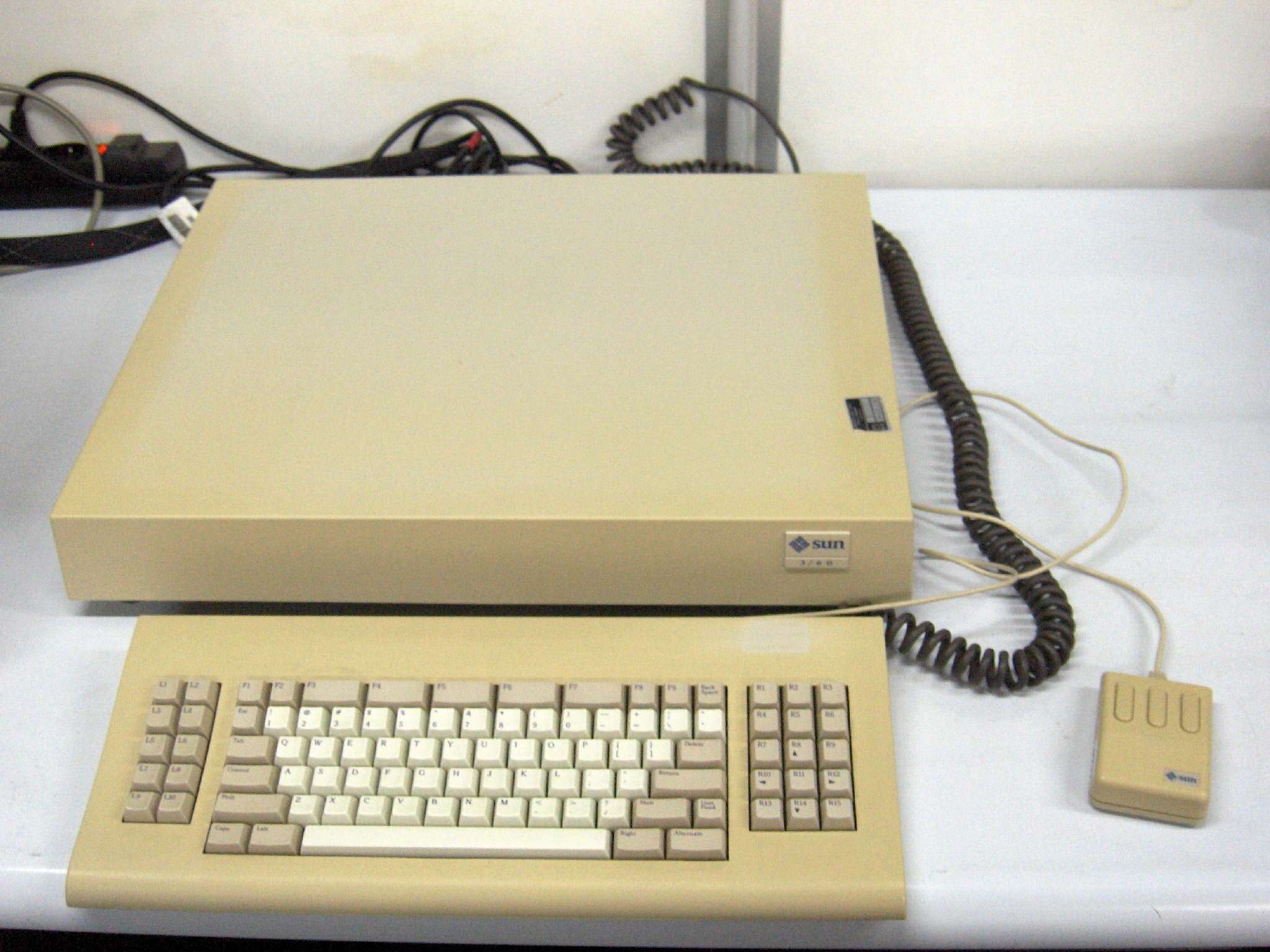
Sistema Sun 3/60

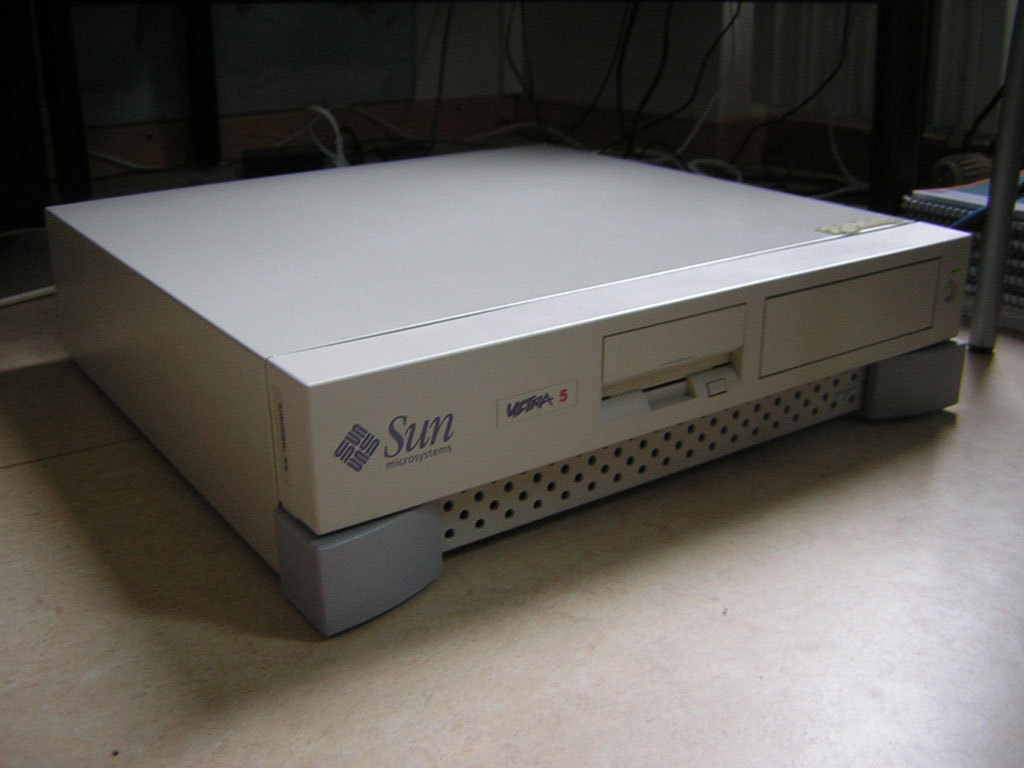
Sistema Sun Ultra 5

La Sun originariamente usava la famiglia di CPU basata su Motorola 68000 per la serie da Sun 1 a Sun 3. Poi dalla linea Sun 4 (successivamente SPARCstation 1), la Sun sviluppò la sua propria architettura CPU, SPARC, che impiega un'architettura RISC standard IEEE. La Sun ha implementato diverse generazioni di fascia alta (high-end) dell'architettura Sparc, incluso Sparc-1, SuperSparc, UltraSparc-I, UltraSparc-II, UltraSparc-III e attualmente UltraSparc IV.
Sun ha anche una seconda linea di processori a basso costo cioè per sistemi low-end che includono MicroSparc-I, MicroSparc-II, UltraSparc-IIi e UltraSparc-IIIi. Sun ha avuto delle difficoltà ad aggiornare i suoi processori di fascia alta alla stessa velocità dei suoi competitori, ma i suoi clienti di base sono stati fedeli per il dominio di SunOS (e poi di Solaris), versioni Unix proprietarie della Sun. Per la prima decade della storia della Sun, la compagnia è stata fondamentalmente un venditore di workstation.
Alla fine degli anni novanta quando le workstation Sun iniziarono ad avere performance non eccelse se comparate con i loro diretti competitori cioè Personal Computer di tipo Wintel (Windows + Intel), la società si trasformò con successo in venditore di server con Symmetric multiprocessing su larga scala. Questo cambiamento fu reso possibile dalle tecnologie acquisite da Silicon Graphics e Cray Research. La linea di server Cray CS6400 fu trasformata nella linea di Mainframe Sun Ultra Enterprise 10000. Ci fu un notevole successo di vendita.
Per un breve periodo, alla fine degli anni ottanta, vendettero una macchina Intel 80386–based, la Sun 386i. Una versione di Solaris per x86 è stata disponibile da allora. Attualmente Sun sta ancora vendendo hardware x86 e ha introdotto una versione di Solaris per AMD64.
Da sempre Sun ha avuto parecchie iniziative basate sull'hardware.
Durante la Guerra delle Workstation negli anni Ottanta, venne considerata il venditore a più basso costo.
A metà degli anni novanta comprò compagnie come Diba e Cobalt Networks per costruire applicazioni di rete. Quando Larry Ellison, CEO di Oracle Corporation, criticò i computer Microsoft-based per l'insufficienza del supporto di rete, Sun avviò la vendita di un network computer (workstation senza disco). Nessuna di queste iniziative ebbe molto successo sul mercato.
Sun ha anche promosso fortemente la piattaforma Java, riuscendo a far diventare l'omonimo linguaggio di programmazione il più utilizzato al Mondo.
I laboratori NASA, ad esempio, hanno usato Java per la progettazione della missione su Marte (sviluppando un sistema di controllo denominato Maestro), e più di recente per lo sviluppo dei propri sistemi di tracciamento satellitare e per la realizzazione del software Open Source NASA World Wind. In Java è realizzata anche la piattaforma interattiva BD-J, o Blu-ray Disc Java.
Alla fine degli anni Novanta il symmetric multiprocessing fu migliorato in modo da mostrare capacità che oltrepassavano quelle dei server Intel. Come server web e supporto ai database divenne il prodotto prevalentemente usato dai clienti, oltre ciò i blade server (server montati in rack) divennero importanti.
Con l'esplosione della bolla delle dot-com nel 2001, Sun divenne molto vulnerabile finanziariamente e il prezzo delle sue azioni crollò rapidamente. Numerose aziende informatiche, come E*Trade e Google, scoprirono che una soluzione economica alla costruzione e manutenzione di un affidabile servizio web era l'utilizzo di server costituiti da parecchi PC a basso costo ("disposable servers"), ciascuno controllato dal sistema operativo Linux, in alternativa all'utilizzo di pochi server proprietari Sun. In queste specifiche configurazioni hardware e software, l'utilizzo di hardware non proprietario e di software open source si dimostrava più flessibile, grazie ad una facile personalizzazione del sistema operativo e ad un più facile ed economico accesso a programmatori esperti. Inoltre, usando generici PC, si potevano contenere i costi di manutenzione dell'hardware, evitando i costosi contratti di manutenzione per l'hardware Sun.

## Software

### Sistemi operativi
Il Sun 1 era equipaggiato con Unisoft V7 UNIX. Più tardi, nel 1982 Sun fornì un Unix BSD customizzato chiamato SunOS come sistema operativo per le proprie workstation. Nel 1992, assieme ad AT&T, integrò il suo BSD unix e l'Unix System V nel Solaris.
Sun produce anche una variante più sicura di Solaris chiamata Trusted Solaris.
Sun è nota anche per la licenza comunitaria di tutte le sue principali tecnologie, incluse alcune pubblicazioni open source. Anche se tra gli ultimi arrivati, ha incluso Linux come parte della sua strategia — Sun ha affrontato dei momenti duri quando Linux ha iniziato a rosicchiare parte del suo mercato dei server. Recentemente però, Sun ha sviluppato un desktop software basato su Linux, chiamato Java Desktop System (in origine il nome in codice era "Madhatter") per l'uso sia con hardware x86 che con i sistemi thin-client proprietari SunRay. Ha inoltre annunciato piani per fornire il suo Java Enterprise System (uno strato middleware) su Linux, e per il rilascio del suo ultimo OS, Solaris 10, con una licenza open-source di qualche tipo.

### La piattaforma Java
La piattaforma Java è stata sviluppata negli anni Novanta con l'obiettivo di disporre di programmi indipendenti dal device su cui sono usati, secondo lo slogan "Write once, run everywhere" (Scrivi una volta, esegui ovunque).
La piattaforma consiste di tre parti principali: il linguaggio Java, la Java Virtual Machine (JVM) e lo Java API. Il disegno della piattaforma è controllato dal venditore e dalla comunità di utenti attraverso il Java Community Process (JCP).
Il linguaggio Java è un linguaggio di programmazione object oriented. Dalla sua introduzione alla fine del 1995, è diventato uno dei linguaggi di programmazione più popolari del mondo.
Allo scopo di permettere a programmi scritti in linguaggio Java di girare (virtualmente) su qualsiasi apparato, i programmi Java sono compilati in bytecode. Questo può essere letto da qualsiasi JVM, indipendentemente dall'ambiente.
Le Java API forniscono un ampio insieme di librerie di routine. L'edizione standard delle API è orientata alle workstation normali, mentre l'edizione enterprise è indirizzata alle grandi aziende di software che implementano server applicativi a livello aziendale. L'edizione micro è usata per costruire software per apparecchi con risorse limitate, come i cellulari.

### La suite office
Sun ha comprato StarOffice con l'acquisizione della software house tedesca StarDivision e lo ha pubblicato come suite office OpenOffice.org, licenziata sotto GNU LGPL e SISSL (Sun Industry Standards Source License). OpenOffice.org, spesso comparato a Microsoft Office, è disponibile su molte piattaforme ed è ampiamente usato dalla comunità del software libero. L'ultima versione di StarOffice è la 9.0 e risale a novembre 2017, mentre per OpenOffice.org, ad oggi (gennaio 2022) l'ultima versione è la 4.1.11 rilasciata a fine novembre 2021.
Le principali differenze tra StarOffice e OpenOffice.org sono state il supporto offerto da Sun e la pacchettizzazione fornita di un'ampia documentazione, una vasta gamma di font e modelli, e quelli che Sun sosteneva essere un dizionario e thesaurus migliorati. Mentre i nuovi rilasci di OpenOffice.org erano abbastanza frequenti, StarOffice ha seguito una schedulazione più conservatrice, più adatta all'impiego nelle imprese.
Nel novembre 2010 alcuni sviluppatori, temendo che Oracle potesse sospendere lo sviluppo di OpenOffice.org o che ne cambiasse la natura di software libero, diedero vita a quello che è il più importante fork: LibreOffice basato sulla versione 3.3 di OpenOffice.